# LOFFT

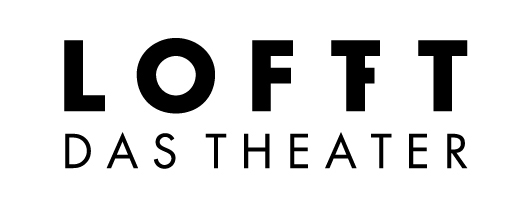
Logo

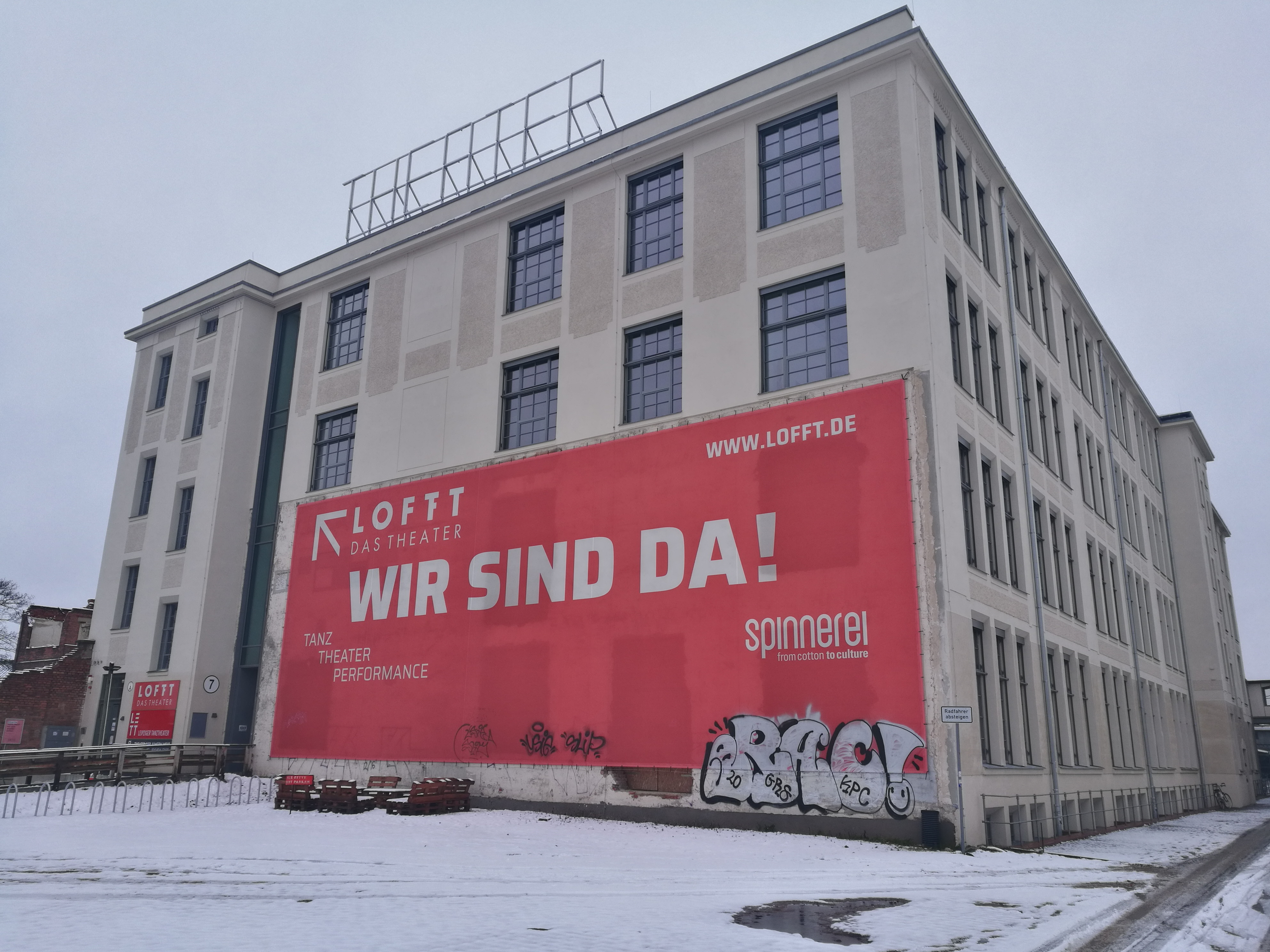
Standort des LOFFT in der Leipziger Baumwollspinnerei

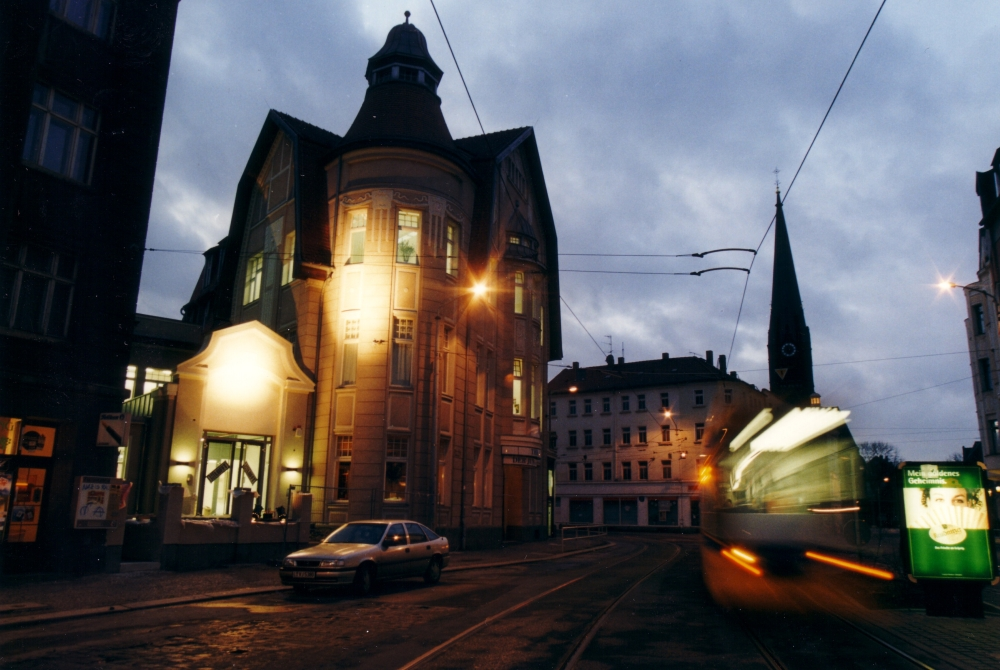
Ehemaliger Standort am Lindenauer Markt

LOFFT – DAS THEATER (LOFFT: kurz für Leipziger Off-Theater) ist eine Produktions- und Spielstätte für Freies Theater in der Baumwollspinnerei in Leipzig. Es war 1997 zunächst als Dachverein für die Gründungsmitglieder Büro für OFF-Theater, theater structur focal, Studiobühne, Poetisches Theater und Inselbühne angelegt. Nach Anfangsjahren in der Leipziger Innenstadt war das LOFFT von 1999 bis 2018 im Theaterhaus Leipzig (ehem. Haus der Volkskunst) am Lindenauer Markt angesiedelt. Bis zum Bezug der Halle 7 auf dem Gelände der ehemaligen Leipziger Baumwollspinnerei im März 2019 spielte LOFFT in verschiedenen Interimsspielstätten.
LOFFT verfügt über kein eigenes Ensemble. Ursprungsgedanke war, den freien Theatergruppen der Stadt professionelle Arbeitsbedingungen zu ermöglichen. Inzwischen bilden nationale wie internationale Koproduktionen und Gastspiele einen wichtigen Bestandteil des Profils. Ziel ist es dabei, die Leipziger Szene mit nationalen und internationalen Entwicklungen in Kontakt zu bringen. Programmschwerpunkte sind postdramatische Theaterformen und zeitgenössischer Tanz.

## Geschichte
Im Oktober 1997 wurde das LOFFT durch den Trägerverein (Verein zur Förderung des Leipziger Off-Theaters e.V.) im Beyerhaus (seit den 1970er Jahren Spielstätte des Poetischen Theaters der Karl-Marx-Universität bis 1989) gegründet. 1999 erfolgte der Umzug in das durch die Stadt Leipzig neu geschaffene Theaterhaus am Lindenauer Markt (ehem. Haus der Volkskunst), das zusammen mit Leipzigs kommunalem Kinder- und Jugendtheater (Theater der Jungen Welt) genutzt wurde. Viele heute bekannte Künstler inszenierten am LOFFT, so z. B. Thomas Lehmen, Xavier Le Roy, Michael Schindhelm, Jérôme Bel, Ole Schmidt, Chris Weinheimer. Viele von ihnen machen heute noch regelmäßig Station im LOFFT. Dazu gehören z. B. Nicole Beutler, Christoph Winkler, norton.commander.productions, Lunatiks produktion, Jana Ressel, Laurent Chétouane oder Irina Pauls.
Seit 2015 ist LOFFT Ausrichter des Ursula-Cain-Preises, der zur Förderung des Tanztheaters in Sachsen alle zwei Jahre stattfindet. Schirmherrin des Preises waren Sabine von Schorlemer sowie Eva-Maria Stange.
2016 wurde entschieden, dass das LOFFT einen Theaterneubau auf dem Gelände der Leipziger Baumwollspinnerei erhält und bis 2018 dorthin zieht. Durch Bauverzögerungen wurde dieser Termin auf das 1. Quartal 2019 verschoben. Nach dem Auszug aus dem Theaterhaus am Lindenauer Markt im Juli 2018 wurden für die Zwischenzeit fünf Interimsspielstätten genutzt. Die Eröffnung am neuen Standort erfolgte im März 2019.

## Eigen- und Koproduktionen
Seit seiner ersten Spielzeit tritt LOFFT auch als Eigenproduzent, Koproduktions- und Kooperationspartner unterschiedlicher Veranstalter und freier Theater auf nationaler und internationaler Ebene auf. Die Koproduzenten werden in einer jährlichen Ausschreibung von einem Künstlerischen Beirat ausgewählt. Neben dieser professionellen Programmlinie hat sich in den vergangenen Jahren die Werkstatt-Bühne als wichtiger Ort der Erprobung und des Experiments für junge Theaterproduzenten aus Leipzig entwickelt.

## Regelmäßige Festivals
Das Theaterfestival euro-scene Leipzig arbeitet seit Bestehen von LOFFT mit dem Haus zusammen.
Das Büro für Off-Theater nutzt das LOFFT als Ausrichtungsort des auf Osteuropa spezialisierten Festivals MANöVER, seit 2006 unter dem Titel OFF Europa.
Seit 2005 richtet das LOFFT die Leipziger Amateurtheatertage aus. Ebenfalls seit 2005 ist es Schauplatz der alljährlichen Verleihung des Leipziger Bewegungskunstpreises.
Seit 2007 veranstaltet LOFFT regelmäßig die Tanzoffensive, ein Festival für aktuellen Tanz, das als internationale Veranstaltung namhafte Produktionen zeigt.

## Unregelmäßige Festivals
LOFFT veranstaltet auch eigene Festivals – zum Teil gemeinsam mit anderen Kultur-Einrichtungen. Dazu zählen die Tanzkonferenz Tanzen ist denken (2000 – mit dem Tanzarchiv Leipzig), Westend (2003–2005 – mit der Schaubühne Lindenfels), UWAGA! Polen kommen (2005 – mit e-werk Weimar e.V.) und 'Deutsche Geschichten' (2009/2010).

## Finanzierung
LOFFT finanziert seinen Spielplan weitestgehend aus separat beantragten öffentlichen und privaten Sondermitteln. Die Grundförderung kommt von der Stadt Leipzig und dem Freistaat Sachsen und dient zur Deckung von Personal-, Haus- und Geschäftskosten. Für Eigen- und Koproduktionen werden teilweise Drittmittel bei Förderinstitutionen wie Kulturstiftung des Freistaates Sachsen, Fond Darstellende Künste, Kulturstiftung des Bundes etc. beantragt; z. T. werden diese – so sie nicht durch die aufführenden Theater selbst beantragt wurden – als zusätzliche Fördermittel im Wirtschaftsplan kalkuliert.